# 93番目のキミ
『93番目のキミ』（93ばんめのきみ）は、山田悠介による日本の小説。
ロボットと人間の友情を描くヒューマンストーリー。
同作者の類似作品には『その時までサヨナラ』や『名のないシシャ』等が挙げられる。

## ストーリー
心を持つ「スマートロボットⅡ（以降スマロボⅡ）」が国産自動車メーカーであるシリウス自動車から発売された。遊び暮らしている大学生の植木也太は祖母からせびたお金でスマロボⅡを購入。ホワイトカラーのボディに胸には液晶画面を搭載、右腕にはシリアルナンバーが『093』と記されている。也太はボディの色から「シロ」と名付けた。様々なアプリをダウンロードし、合コンに連れて行き人気者になろうと目論む也太。その目論見とは裏腹に街では皆に笑われながら合コンの待ち合わせ場所へと向かう。合コンに無理やり連れてこられたであろう佐竹都奈に也太は一目惚れをする。シロに興味を示す都奈だったが也太には関心が一切無かった。合コンを途中で抜けた都奈を也太は強引に目的地である「幸進ゼミナール」まで送り届け、都奈の弟であるわんぱくな少年佐竹和毅に出会った。その日也太は都奈と連絡先を交換することなく別れた。それから也太は麻雀や競馬でシロを使用して金稼ぎをする。どことなく元気がないシロだったが也太は気づかずに金のことばかりを考える。そんなある日昔也太をいじめていた同級生、西に偶然出会う。西もスマロボⅡを所持しており、黒いボディで「クロ」と名付けられていた。西の命令でクロはシロを苛めるが也太は身を挺してシロを助けた。この出来事をきっかけに也太とシロの心が通い、シロを道具ではなく相棒として意識し始める。

## 登場人物
植木也太
主人公でシロの持ち主。大学生。だらしない性格で親からの仕送りはパチンコに溶かし、祖母からお金をせびる。シロや都奈との出会いで成長していく。
シロ（スマートロボットⅡ）
也太が購入したシリアルナンバー「093」のスマロボⅡ。名前の由来はボディカラーが白いから。相棒アプリを入れたことで人間らしい感情を持つ。
佐竹都奈
合コンで也太が一目惚れした青松女子大学の三年生。気が強い。病院や老人ホームでボランティア活動を行っており也太をボランティア活動に勧誘する。
佐竹和毅
都奈の弟で小学生。やんちゃな性格だが病弱。也太にちょっかいばかり出すが、それは友達になりたい意思の表れ。

### その他の登場人物
神崎
シリウス自動車の販売員。
勘田
也太の大学の友達。都奈と出会った合コンの幹事。
西
也太の小、中学校の同級生。毎日也太をからかっていた。
クロ
西の所持しているスマロボⅡ。ボディカラーはブラック。相棒アプリを入れているが、どことなく性格が西に似ている。

## 書籍情報
| 出版社           | 発刊日        | ISBN              |
| ---------------- | ------------- | ----------------- |
| 文芸社           | 2013年4月25日 | 978-4-286-13753-7 |
| 文芸社（文庫版） | 2016年2月15日 | 978-4-286-17324-5 |
| 河出文庫         | 2017年8月8日  | 978-4-309-41542-0 |

## オーディオドラマ
NHK FMで2014年に放送された全10回のオーディオドラマ。

### あらすじ
気弱で、イジメられた過去を持つ、一人暮らしの大学生、植木也太（ウエキナリタ）。彼は、幼い頃からのロボットオタク。そんな彼が、最新のスマートフォンならぬスマートロボット（製造番号93）を購入した日から、不思議な日常が始まった。

### キャスト
中山卓也、皆川純子、杉本有美、坂口湧久、大方斐紗子、五月晴子、岡本富士太、ダン・ケニー、中野英樹、清郷流号、江良潤、大竹周作、坂田真裕子、大門真紀、大谷美貴、駒井健介、堀田勝、鎌田健資、河本千明、田中宏樹、斉藤祐一、田戸岡和樹、上楽敦子、池田優音

### スタッフ
- 原作：山田悠介
- 脚色：福田卓郎
- 演出：佐々木正之
- 技術：西田俊和、林晃広
- 音響効果：岩崎進、鳥水哲也
- 選曲：黒田賢一

### 放送日時
- 2014年1月6日 - 10日、22時45分 - 23時（1 - 5回）
- 2014年1月13日 - 17日、22時45分 - 23時（6 - 10回）

## 周囲の反応
題材がAIを搭載したロボットという現在でも進歩しつつある技術の少し先の未来を描いている作品で、リアリティがあり考えさせられる、また読みやすいという声が上がる。一方で文章が稚拙である、ストーリーの展開はありきたりだなどの意見も上がっている。